# Жадківка
Жа́дківка — село, у складі Корецької міської громади Рівненського району Рівненської області; населення — 833 особи. Колишній центр Жадківської сільської ради Орган місцевого самоврядування — Корецька міська рада.

## Географія
Село розташоване на правому березі річки Корчик

## Історія
Перша згадка — 1188 рік. У 1870 році було відкрито церковно-приходську школу[джерело?].

## Населення

### Мова
Розподіл населення за рідною мовою за даними перепису 2001 року:
| Мова       | Кількість | Відсоток |
| ---------- | --------- | -------- |
| українська | 829       | 99.52%   |
| російська  | 4         | 0.48%    |
| Усього     | 833       | 100%     |

## Цікавий факт
У книзі Олександра Цинкаловського «Стара Волинь і Волинське Полісся» про цей населений пункт зазначено: 
| | \| ЖАДКІВКА, передмістя м. Корця, Звягельський пов. В кінці 19 ст. було там 763 жителів, церква дерев'яна з 1886 р., на місці, де була давня з 1738 р., до села належить сусідній присілок Татарщина..[2] \| |
| ЖАДКІВКА, передмістя м. Корця, Звягельський пов. В кінці 19 ст. було там 763 жителів, церква дерев'яна з 1886 р., на місці, де була давня з 1738 р., до села належить сусідній присілок Татарщина.. | |

## Загальні відомості
У селі є загальноосвітня школа І ступеня, публічно-шкільна бібліотека, фельдшерсько-акушерський пункт, Свято-Вознесенська церква.